# Oktober 1961
Portal Geschichte | Portal Biografien | Aktuelle Ereignisse | Jahreskalender | Tagesartikel

◄ |
19. Jahrhundert |
20. Jahrhundert
| 21. Jahrhundert

◄ |
1930er |
1940er |
1950er |
1960er
| 1970er | 1980er | 1990er | ►

◄ |
1957 |
1958 |
1959 |
1960 |
1961
| 1962 | 1963 | 1964 | 1965 | ►

◄ |
Juli 1961 |
August 1961 |
September 1961 |
Oktober 1961 |
November 1961 |
Dezember 1961 |
Januar 1962 |
►
Dieser Artikel behandelt tagesbezogene Nachrichten und Ereignisse im Oktober 1961.

## Tagesgeschehen

### Dienstag, 3. Oktober
- DDR: ab diesem Datum werden in der Aktion Festigung bzw. Aktion Kornblume 3175 Menschen aus dem Sperrgebiet entlang der innerdeutschen Grenze zwangsumgesiedelt.

### Donnerstag, 5. Oktober
- Hamburg: Bei dem bislang schwersten Unfall mit einem Schienenfahrzeug im Raum Hamburg, dem S-Bahn-Unfall am Berliner Tor, starben 28 Personen, 55 Fahrgäste wurden zum Teil schwer verletzt. Bei dem Unfall fuhr eine S-Bahn auf einen mit T-Trägern beladenen Bauzug auf, mit der Folge, dass diese durch die Kabine der S-Bahn gedrückt wurden.

### Montag, 9. Oktober
- Tristan da Cunha: In Folge eines Vulkanausbruchs auf der abgelegenen Atlantik-Insel wird die gesamte Bevölkerung evakuiert. Die etwa 300 Menschen kommen zunächst auf die Nachbarinsel Nightingale Island und von dort weiter nach Großbritannien. Erst 1963 findet die Heimkehr der Inselbewohnerschaft statt.

### Sonntag, 15. Oktober
- Türkei: Bei den Parlamentswahlen gewinnt die Partei von İsmet İnönü 173 der 450 Sitze in der Nationalversammlung. Es folgt eine Koalitionsregierung.[1]

### Dienstag, 17. Oktober
- Paris: Eine abendliche Demonstration von ca. 30.000 Algeriern (frz. Staatsbürgern) in Paris gegen eine wegen des Algerienkrieges über sie verhängte Ausgangssperre führt zum Massaker von Paris von Polizeikräften an Demonstranten mit einer zunächst unbekannten Zahl von Toten, Tausenden von Verletzten und 14.000 Verhaftungen unter der Verantwortung des damaligen Polizeipräfekten Maurice Papon, der auch vorab einen Schießbefehl erteilte.

### Sonntag, 22. Oktober
- Berlin: Der Versuch, den stellvertretenden US-Missionschef in West-Berlin E. Allan Lightner Jr. und seine Frau nach der Einreise über den Checkpoint Charlie nach Ostberlin, wo sie die Oper besuchen wollen, durch Polizei der DDR zu kontrollieren beginnt die Berlin-Krise von 1961, eine militärische Konfrontation an der Sektorengrenze der UdSSR.

### Mittwoch, 25. Oktober
- Berlin: Sowjetische und US-amerikanische Panzer fahren am Checkpoint Charlie auf, nachdem DDR-Grenzsoldaten Westalliierte daran hinderten, den sowjetischen Sektor unkontrolliert zu betreten. Erst am 28. Oktober ziehen sich die Truppen beider Seiten wieder zurück.
- Geboren: Chad Smith, Schlagzeuger der kalifornischen Funk-Rockband Red Hot Chili Peppers

### Donnerstag, 26. Oktober
- Türkei: General Cemal Gürsel, seit 1960 in einer Militärjunte an der Macht, wurde für den Übergang zu einer Zivilregierung als 4. türkischer Staatspräsident gewählt.[2]

### Samstag, 28. Oktober
- Berlin: am Checkpoint Charlie ziehen sich die Truppen beider Garantiemächte der geteilten Stadt wieder zurück.

### Montag, 30. Oktober
- Eine Test-Wasserstoffbombe der UdSSR, die Tsar Bomba, wird gezündet

### Dienstag, 31. Oktober
- Moskau: Der Leichnam Josef Stalins wird in Moskau aus dem Lenin-Mausoleum im Zuge der sowjetischen Entstalinisierung entfernt und an der Kremlmauer beigesetzt.
- Geboren: Peter Jackson, neuseeländischer Regisseur, Produzent und Autor